# Khalil Chemmam
Khalil Chemmam (ur. 24 lipca 1987 w Tunisie) – tunezyjski piłkarz grający na pozycji bocznego obrońcy w tunezyjskim klubie Espérance Tunis.

## Kariera klubowa
Karierę piłkarską Chemmam rozpoczął w klubie Espérance Tunis wywodzącego się ze stolicy kraju, Tunisu. W 2007 roku zadebiutował w jego barwach w rozgrywkach pierwszej lidze tunezyjskiej. W 2008 roku osiągnął swój pierwszy sukces w karierze, gdy zdobył Puchar Tunezji. W 2009 roku wywalczył z nim mistrzostwo Tunezji, wygrał Arabską Ligę Mistrzów oraz Puchar Zdobywców Pucharów Afryki Północnej. W sezonach 2009/2010, 2010/2011 i 2011/2012 także został mistrzem kraju. W 2011 roku wygrał Afrykańską Ligę Mistrzów, a w 2012 roku zdobył Superpuchar Afryki.

## Kariera reprezentacyjna
W reprezentacji Tunezji Chemmam zadebiutował w 2008 roku. W 2010 roku został powołany do kadry na Puchar Narodów Afryki 2010. Był tam rezerwowym i nie rozegrał żadnego spotkania. W 2012 roku zagrał w Pucharze Narodów Afryki 2012, a w 2013 roku został powołany na Puchar Narodów Afryki 2013.